# Гордана Силяновська-Давкова
Гордана Силяновська-Давкова (мак. Гордана Сиљановска-Давкова, нар. 11 травня 1953 року в Охриді) — північномакедонський політик, університетський професор права та юрист, з травня 2024 року є 6-м президентом Північної Македонії. Вона є першою жінкою-президентом Північної Македонії.
Вона була кандидатом на президентських виборах 2019 року, але у другому турі програла Стево Пендаровському. Вона знову балотувалася на президентських виборах 2024 року, і перемогла Пендаровського з великим відривом.

## Життєпис
Гордана Силяновська-Давкова народилася 11 травня 1953 року в Охриді, Македонія. Вона закінчила початкову та середню освіту в Скоп'є. 1978 року закінчила юридичний факультет у Скоп'є, де також здобула ступінь магістра.
Вона була обрана доцентом з політичної системи на юридичному факультеті в Скоп'є (1989 р.), доцентом кафедри конституційного права і політичної системи (1994 р.). З 2004 року стала професором. Була членом Конституційної комісії Асамблеї Республіки Македонія (1990—1992 рр.) та міністром Уряду Республіки Македонія (1992—1994 рр.). Експерт ООН і віцепрезидент незалежної групи місцевого самоврядування Ради Європи. Вона також була членом Венеціанської комісії. Автор сотень наукових праць з конституційного права та політичної системи.
У період 2017—2018 рр. як громадський діяч вона виступила проти ухвалення закону про розширення вживання албанської мови, Договору про дружбу з Болгарією та Преспанської угоди.
На конференції ВМРО-ДПМНЄ в Струга вона була висунута кандидатом на партію на президентських виборах 2019 року на Північній Македонії | президентських виборах 2019 р. Після її висунення вона пообіцяла, що якщо вона виграє, вона ініціює другий референдум і відновить стару назву країні.